# Regine Frei
Regine Frei-Kunisch (* 1965 in Visp) ist eine Schweizer Krimiautorin und Buchhändlerin.

## Leben
Regine Frei absolvierte nach Abschluss der Handelsschule eine Buchhändlerlehre in Thun. Als Krimileserin und Betreuerin der Krimiabteilung in einer Berner Buchhandlung beschloss sie eines Tages, sich selbst an einen Kriminalroman zu wagen und veröffentlichte 2005 Gerechtigkeit für Veronika. Sie lebt und arbeitet seit 1987 in Bern, ist verheiratet und seit März 2005 Mutter eines Sohnes.
Frei ist Mitglied des Berner Schriftsteller Vereins und des Vereins Krimi Schweiz – Verein für schweizerische Kriminalliteratur.

## Werk
- 2005 Gerechtigkeit für Veronika. ISBN 978-3-8334-3854-7,
- 2010 Im Schatten des Flieders: Kriminalroman. Gassmann, ISBN 978-3-906140-87-2
- 2013 Alte Freunde : Kriminalroman. Gassmann, ISBN 978-3-906124-01-8
- 2015 Finale im Nebel: Kriminalroman. Gassmann, ISBN 978-3-906124-13-1
- 2017 Gute Nachbarn: Kriminalroman. Gassmann, ISBN 978-3-906124-18-6
- 2019 Frau im Schatten: Kriminalroman. Gassmann, ISBN 978-3-906124-27-8
- 2020 Letzte Nachricht: Kriminalroman. Verlag Einfach Lesen, ISBN 978-3-906860-36-7
- 2022 Verlorenes Spiel: Kriminalroman, Verlag Einfach lesen, ISBN 978-3-906860-35-0
- 2024 Ein neues Leben: Kriminalroman, Verlag Einfach lesen, ISBN 978-3-906860-34-3